# Aedes grantii
Aedes grantii är en tvåvingeart som först beskrevs av Theobald 1901.  Aedes grantii ingår i släktet Aedes och familjen stickmyggor.
Artens utbredningsområde är Socotra. Inga underarter finns listade i Catalogue of Life.